# ريكاردو هوسيفار
ريكاردو هوسيفار (بالبرتغالية: Ricardo Hocevar) مواليد 5 مايو 1985 في ساو باولو، هو لاعب كرة مضرب برازيلي بدأ مسيرته كمحترف سنة 2003 يلعب باليد اليمنى. أعلى تصنيف له في الفردي كان المركز الـ 149 في سنة 2009. أعلى تصنيف له في الزوجي كان المركز الـ 148 في سنة 2009.

## روابط خارجية
- ريكاردو هوسيفار على موقع رابطة محترفي التنس (الإنجليزية)
- ريكاردو هوسيفار على موقع الاتحاد الدولي لكرة المضرب (الإنجليزية)
- ريكاردو هوسيفار على موقع خلاصة التنس.كوم (الإنجليزية)
- ريكاردو هوسيفار على موقع إي إس بي إن.كوم (الإنجليزية)